# 环城西路街道
环城西路街道，是中华人民共和国陕西省西安市蓮湖區下辖的一个街道办事处。

## 行政区划
环城西路街道下辖以下地区：
劳动路社区、铁塔寺社区、玉祥门社区、劳动村社区、西仪社区、大庆路社区、西站社区、五一社区和潘家村。